# Liste des quartiers d'immatriculation des navires en France
En France, les numéros d'immatriculation des navires sont précédés de deux lettres dites « quartiers d'immatriculation des navires ».

## Mer et littoral
Pour le littoral, les deux lettres précédant le numéro d'immatriculation désignaient autrefois le quartier maritime où se trouvait le port d'attache (indiqué sur l'acte de francisation) d'un navire.
Les quartiers maritimes disparaissent le 1er janvier 2010, lorsqu'une nouvelle organisation des services chargés de la mer et du littoral est mise en place. Pour désigner les aires de répartition des numéros, l'administration parle désormais de quartiers d'immatriculation. Leurs limites correspondent à celles des anciens quartiers maritimes.
Il y a quarante-cinq quartiers d'immatriculation.
| Id. | Quartier                 | Localisation |
| --- | ------------------------ | ------------ |
| DK  | Dunkerque                | Mer du Nord  |
| BL  | Boulogne-sur-Mer         | Manche       |
| DP  | Dieppe                   | Manche       |
| FC  | Fécamp                   | Manche       |
| LH  | Le Havre                 | Manche       |
| RO  | Rouen                    | Manche       |
| CN  | Caen                     | Manche       |
| CH  | Cherbourg                | Manche       |
| SM  | Saint-Malo               | Manche       |
| SB  | Saint-Brieuc             | Manche       |
| PL  | Paimpol                  | Manche       |
| MX  | Morlaix                  | Manche       |
| BR  | Brest                    | Atlantique   |
| CM  | Camaret                  | Atlantique   |
| DZ  | Douarnenez               | Atlantique   |
| AD  | Audierne                 | Atlantique   |
| GV  | Le Guilvinec             | Atlantique   |
| CC  | Concarneau               | Atlantique   |
| LO  | Lorient                  | Atlantique   |
| AY  | Auray                    | Atlantique   |
| VA  | Vannes                   | Atlantique   |
| SN  | Saint-Nazaire            | Atlantique   |
| NA  | Nantes                   | Atlantique   |
| NO  | Noirmoutier              | Atlantique   |
| YE  | Île d'Yeu                | Atlantique   |
| LS  | Les Sables-d'Olonne      | Atlantique   |
| LR  | La Rochelle              | Atlantique   |
| IO  | Île d'Oléron             | Atlantique   |
| MN  | Marennes                 | Atlantique   |
| BX  | Bordeaux                 | Atlantique   |
| AC  | Arcachon                 | Atlantique   |
| BA  | Bayonne                  | Atlantique   |
| PV  | Port-Vendres             | Méditerranée |
| ST  | Sète                     | Méditerranée |
| MT  | Martigues                | Méditerranée |
| MA  | Marseille                | Méditerranée |
| TL  | Toulon                   | Méditerranée |
| NI  | Nice                     | Méditerranée |
| BI  | Bastia                   | Méditerranée |
| AJ  | Ajaccio                  | Méditerranée |
| SP  | Saint-Pierre-et-Miquelon | Outre-Mer    |
| BY  | Saint-Barthélemy         | Outre-Mer    |
| PP  | Pointe-à-Pitre           | Outre-Mer    |
| FF  | Fort-de-France           | Outre-Mer    |
| CY  | Cayenne                  | Outre-Mer    |
| RU  | La Réunion               | Outre-Mer    |

## Eaux intérieures
Pour l'immatriculation des bateaux de plaisance naviguant ou stationnant sur les eaux intérieures, l'immatriculation est précédée des deux lettres correspondant à la ville du service instructeur d'une des six zones géographiques définies par arrêté. Un navire immatriculé par un quartier d'immatriculation du littoral peut naviguer sur les eaux intérieures mais à l'inverse l'immatriculation pour les eaux intérieures ne donne pas accès au littoral.
| Id. | Ville      | Service                                                         |
| --- | ---------- | --------------------------------------------------------------- |
| LI  | Lille      | Service de navigation du Nord-Pas-de-Calais                     |
| LY  | Lyon       | Service de navigation de Rhône - Saône                          |
| NT  | Nantes     | Direction départementale de l'Équipement de la Loire-Atlantique |
| PA  | Paris      | Service de navigation de la Seine                               |
| SG  | Strasbourg | Service de navigation de Strasbourg                             |
| TO  | Toulouse   | Service de navigation de Toulouse                               |